# Valtònyc
Valtònyc, de son vrai nom José Miguel Arenas Beltrán, né le 18 décembre 1993 à Sa Pobla dans l'île de Majorque (îles Baléares), surnommé L'Enfant terrible, est un rappeur espagnol d'expression catalane.
Il a été condamné en Espagne à trois années et demie de prison ferme pour « insulte à la couronne », ainsi que pour « apologie » de l'action passée des groupes terroristes dissous : ETA et GRAPO (dans plusieurs chansons). Il s'est enfui en Belgique.
Cette condamnation, dans le contexte d'autres sanctions judiciaires de même nature, suscite une polémique relative à la loi organique de protection de la sécurité publique, surnommée Ley Mordaza ("loi baillon").
L'Espagne a émis un mandat d'arrêt international à son encontre. La justice belge a rejeté son extradition. La justice européenne considère qu'il a été condamné au visa d'une loi appliquée rétroactivement aux faits incriminés.

## Biographie

### Débuts
José Miguel Arenas Beltrán est originaire de l'île de Majorque. Il exerce l'activité de vendeur de fruits et de légumes. Il est également rappeur et développeur de logiciel[réf. nécessaire].
Il était peu connu avant la procédure judiciaire déclenchée contre lui. Cette dernière vise ses propos jugés outranciers et insultants par l'Audience nationale, le tribunal compétent en matière de terrorisme.

### Vie en Belgique
En Belgique depuis 2018, Valtònyc a commencé à étudier. Il a réalisé l'album EPD (En Pau Descansi) en 2020, avec un financement public belge.
Valtònyc se rend clandestinement en Espagne le 29 décembre 2022.

## Condamnation polémique en Espagne

### Propos incriminés
En 2012, il diffuse et chante des textes jugés insultants envers la famille royale d'Espagne. La justice espagnole considère également qu'il soutient d'anciens groupes terroristes : GRAPO (marxiste) et ETA (nationaliste basque).
Il insulte ou menace des hommes politiques.
En particulier, il déclare à propos de Jorge Campos Asensi, homme politique appartenant au parti de droite Vox et à l’association Círculo Balear, qu’il « mérite une bombe de destruction nucléaire ». Au sujet de la famille royale, il proclame : « Nous voulons la mort de ces porcs ».
Dans « Exiliado a Cabrera », Valtònyc chante à propos de José Ramón Bauzá, président des îles Baléares de 2011 à 2015 et membre de la droite espagnole : « il devrait mourir dans une chambre à gaz ». L'artiste propose également de brûler sa maison.
Mentionnant l'organisation terroriste ETA, il écrit : « Voyons si l'ETA met une bombe et qu'elle explose », « Quand je dis Gora ETA devant un guardia civil, c’est pour cela que l'on t’enferme et parce qu'on est un fils de pute comme Urdangarin ». De même, il approuvé en paroles les actes du groupe maoïste GRAPO, particulièrement actif à la fin des années 1970 et début des années 1980, soit à la fin de la dictature franquiste et durant la mise en place de la démocratie. Les propos litigieux concernent en particulier sept chansons de l'album « Residus de un poeta ».
Valtònyc a déclaré au cours d'interviews que, de son point de vue, il s'agirait « d'hyperboles » ; ces figures de style seraient caractéristiques du rap. Selon lui, elles ne mettent personne en danger. Il ajoute qu'il accepterait que les personnes qu'il insulte puissent dire la même chose de lui. Lors d'une conférence de presse à Bruxelles, il ironise au sujet de la polémique de la « bombe de destruction nucléaire » en jouant sur le fait qu'il n'a « jamais trouvé de plutonium  durant [ses] 24 ans ». Il reconnait que s’il avait écrit ces textes plus tard, il aurait utilisé un style moins caustique.

### Procédure judiciaire et condamnation

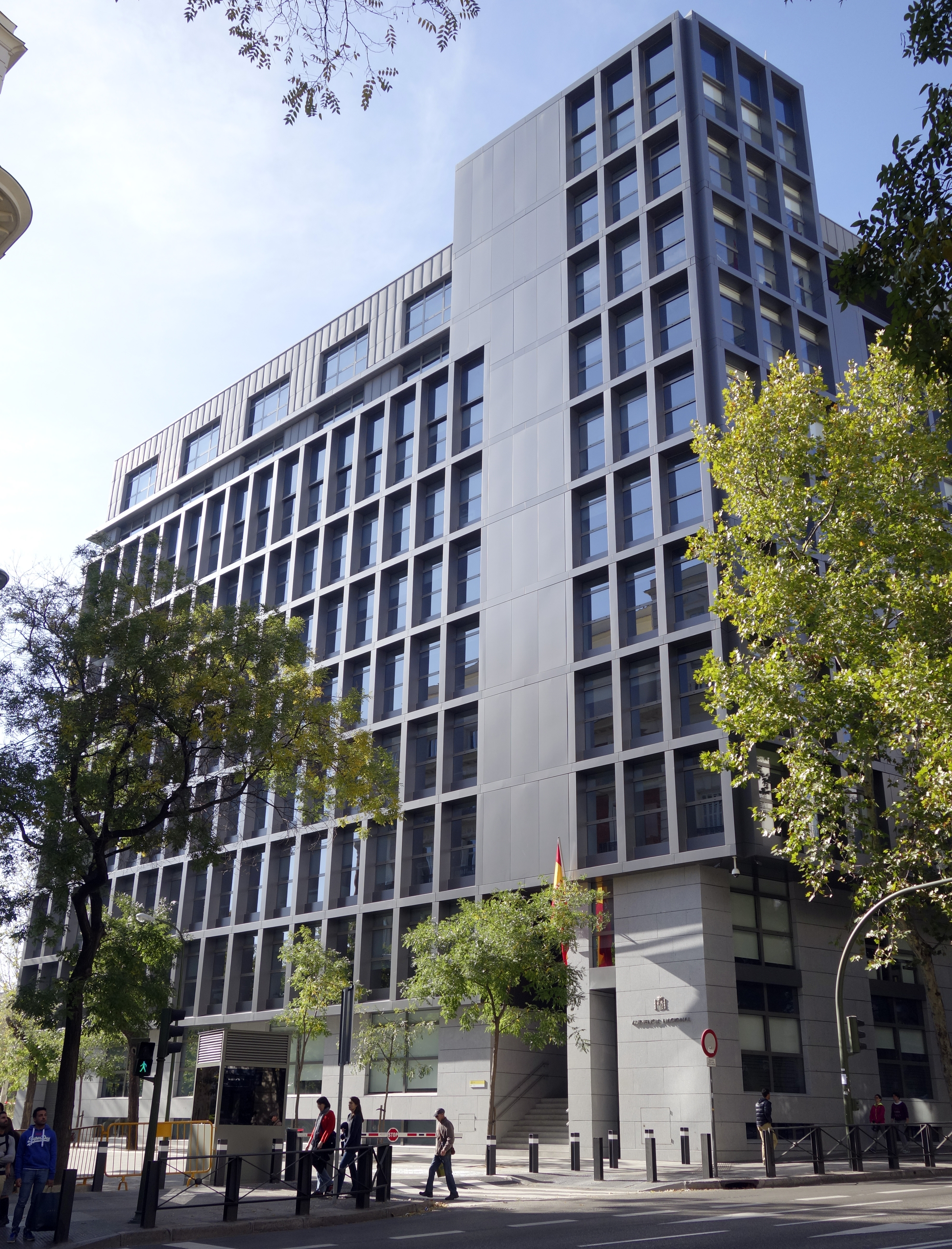
Audience nationale

Âgé de 18 ans, il est arrêté le 23 août 2012.
Il est jugé par l'Audience nationale en 2017 et condamné à trois années et demie de prison ferme, pour « injure à la Couronne d'Espagne » ainsi que pour « apologie du terrorisme ». Il sort libre du tribunal dans l'attente du jugement en appel.
En février 2018, le Tribunal suprême confirme cette peine en cassation, pour « apologie du terrorisme » et pour « menaces ».
Ce jugement fait débat,. L'existence même de l'Audience nationale est critiquée. Elle constitue une juridiction spécifique en Espagne, compétente pour les affaires de sécurité nationale ainsi que pour les infractions relatives aux institutions nationales. Ses détracteurs prétendent qu'elle est "la fille du Tribunal de l'ordre public" du régime franquiste), La juge de l'audience nationale qui l'a condamné, Concepción Espejel, est l'épouse d'un garde civil et une amie très proche de la ministre de la défense María Dolores de Cospedal. Les partisans de Valtònyc mettent en cause la neutralité de Concepción Espejel. Ils critiquent l'un de ses verdicts : un militant d’extrême droite phalangiste ayant poignardé un jeune militant d'extrême gauche. Le juge Espejel a requalifié le motif d'inculpation d'homicide volontaire en lésion volontaire[réf. nécessaire]. Son argumentation repose sur la maigreur de la victime[réf. nécessaire], les coups portés ne pouvant entraîner la mort. La condamnation du coupable est moindre que celle infligée au rappeur par la suite.
Le condamnation de Valtònyc touche un point politique et juridique qui fait débat : la "Loi organique de protection de la sécurité publique", qualifiée de "loi bâillon" (Ley Mordaza),, qui motive la nature de sa peine ainsi que sa durée.
Pour Amnesty International il s'agit d'"une attaque sérieuse contre la liberté d'expression".
Selon le syndicat de la magistrature "Juges pour la démocratie" (Juezas y jueces para la democracia) ce jugement pourrait être invalidé si le rappeur en faisait appel auprès de la Cour européenne des droits de l'homme dont la jurisprudence "s'adapte mal" à la législation espagnole. Quelques semaines avant la condamnation définitive de Valtònyc, en mars 2018, ce même tribunal européen a condamné la justice espagnole pour avoir emprisonné des militants catalanistes qui avaient brûlé des photos du Roi d'Espagne ainsi que des drapeaux,.

#### Loi organique de protection de la sécurité publique

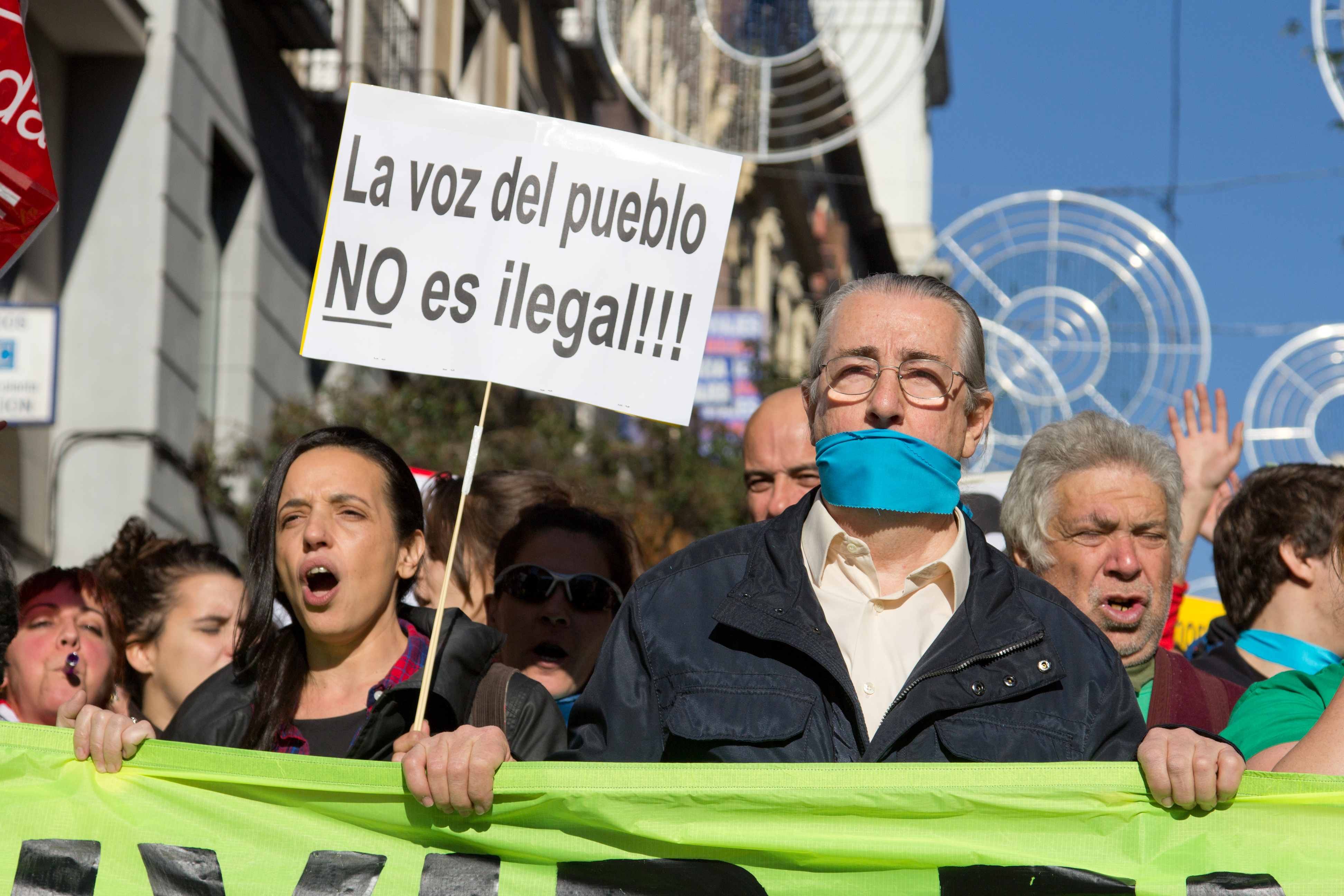
Manisfestation contre la "Loi organique de protection de la sécurité publique"

L'Audience nationale, sur le fondement de la "Loi organique de protection de la sécurité publique", qualifiée de "loi bâillon" par ses opposants, a prononcé d'autres jugements de même nature, dans des contexte similaires. Elle soulève des inquiétudes et polémiques en Espagne et à l'étranger. Amnesty International a lancé une pétition contre elle.
La critique porte sur la notion de terrorisme, qui serait excessivement étendue, selon la loi en vigueur. Le procureur a demandé des peines pour terrorisme pouvant aller jusqu'à trente-cinq années de prison ferme pour des manifestants catalanistes qui protestaient en soulevant des barrières d'autoroute.
Le débat porte sur la place de la liberté d'expression ainsi que sur les modalités pratiques de la lutte contre le terrorisme.

#### Autres condamnations par l'Audience nationale, selon la loi de protection de la sécurité publique

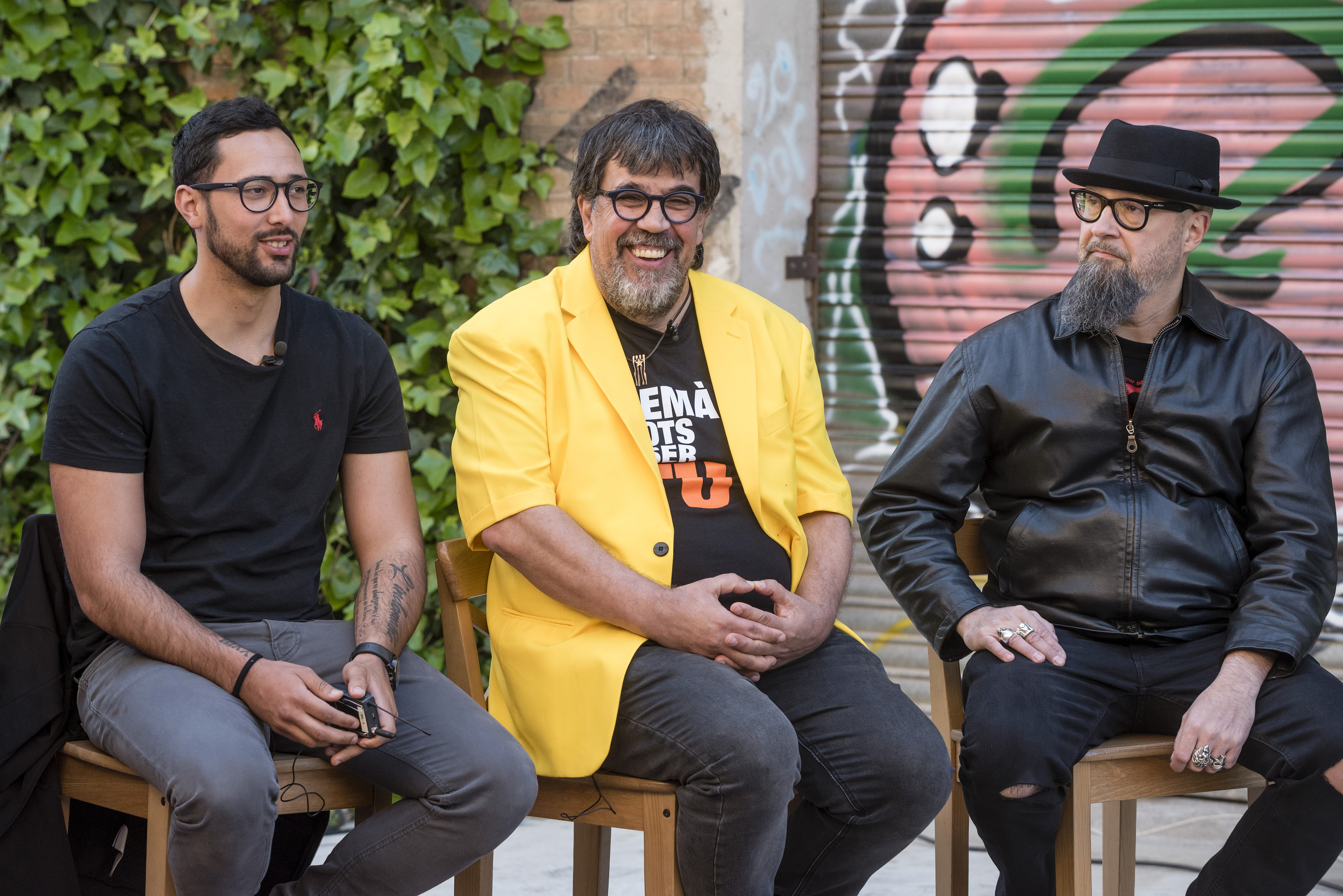
Valtònyc, Jordi Pesarrodona et César Strawberry du groupe de rap Def Con Dos.

Hors le cas de Valtònyc, l'Audience Nationale a prononcé des peines de prison contre les rappeurs César Strawberry, Pablo Hasél, contre les membres du collectif galicien de rap La Insurjencia, ainsi qu'à l'encontre d'acteurs (tels que Toni Albá, pour un jeu de mots sur le nom de la juge Carmen Lamela ou contre Facu Díaz pour un sketch avec une cagoule singeant les communiqués des terroristes de l'ETA).
Jordi Pesarrodona, condamné pour s'être mis un nez rouge à côté d'un garde civil, ainsi que Cassandra Vera, auteur de treize tweets se voulant humoristiques à l'endroit de Luis Carrero Blanco, premier ministre de Franco, assassiné par les terroristes basques en 1973, initialement condamnée à une peine de prison. Cassandra Vera a exprimé sa solidarité avec les actes de Valtònyc.
L'audience nationale a placé en détention provisoire pour terrorisme des membres d'un collectif anarchistes vegan[non neutre], sans fondement sérieux (selon El País). Pour Amnesty International il s'agit d'artistes ou de journalistes "victimes de [la] loi antiterroriste".
La presse associe la procédure contre Valtònyc, à d'autres procédures en cours, mettant en jeu la liberté d'expression et le respect des personnes ou des religions ; au moment où Valtònyc attendait la confirmation définitive de sa peine de trois ans et demi, le ministère public a requis plus de deux mille euros d'amende pour un photomontage superposant un visage et une représentation du Christ posté sur Instagram[non neutre]. L'auteur est finalement condamné à une amende de 490 euros après s'être excusé. L'acteur Willy Toledo est poursuivi pour avoir blasphémé la Vierge Marie sur facebook, ; il a refusé de se présenter à sa convocation au tribunal et a donné une conférence de presse en compagnie de l'acteur Javier Bardem exprimant leurs soutiens à Valtònyc.

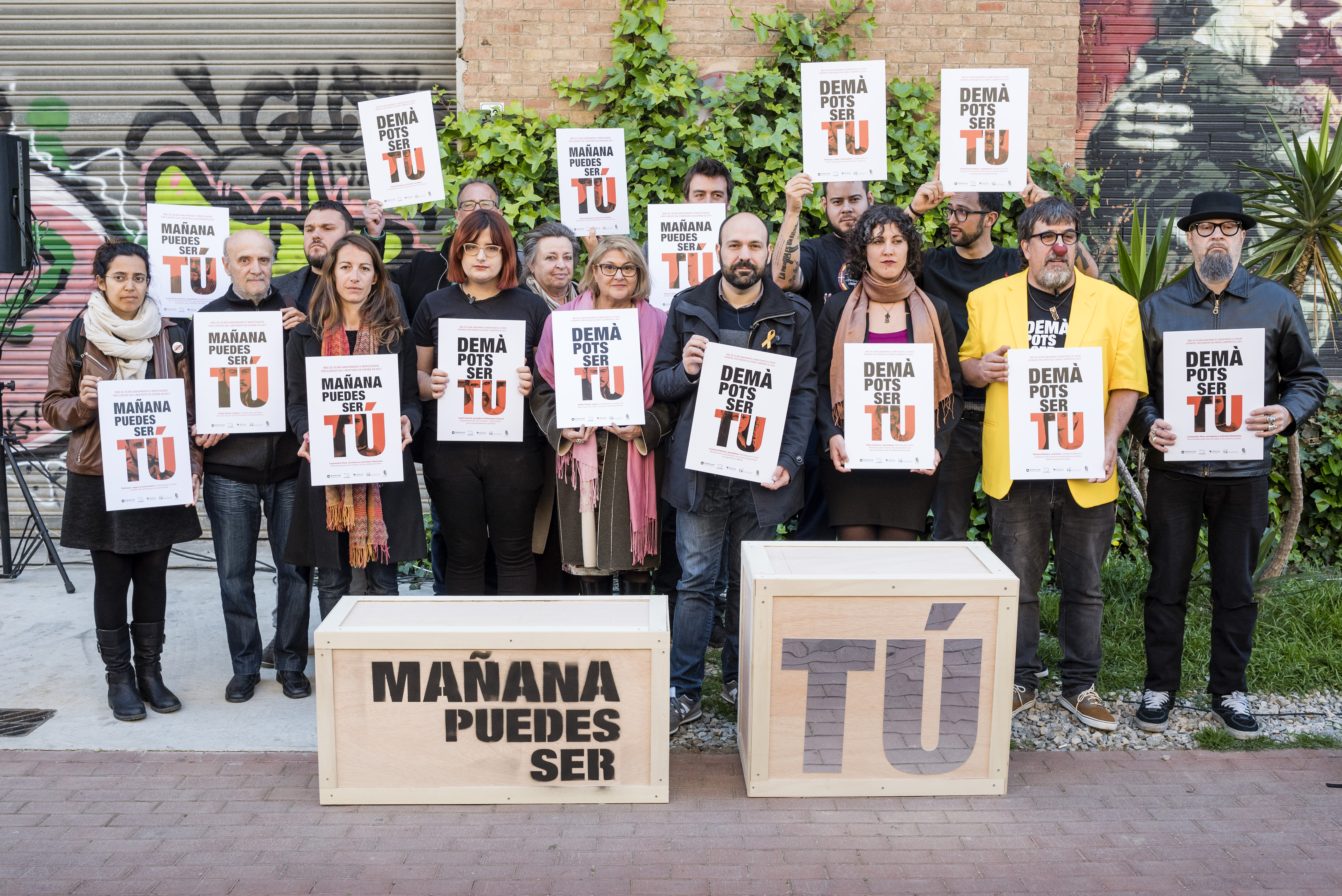
Réunion organisée par l'association catalaniste Omnium Cultural réunissant des justiciables que cette dernière considère poursuivis pour leurs opinions

### Manifestations de soutien à la décision judiciaire
Pour le ministre de la sécurité Juan Ignacio Zoido, il faut "se battre contre tout signe d’extrémisme".

### Manifestations de soutien à Valtònyc
Un comité d'artistes hip hop diffuse le titre Los Borbones son unos ladrones ("Les Bourbons sont des voleurs") en soutien à Valtònyc et aux autres rappeurs condamnés. Ce titre attaque en particulier l'infante Cristina, "les juges", "les procureurs" et la famille royale d'Espagne (les Bourbons).
Le dirigeant de Podemos, Pablo Iglesias, a manifesté son soutien à cette chanson ou à son auteur,.
Le syndicat de magistrats "Juges pour la démocratie" met en garde contre l'effet de la condamnation de Valtònyc sur la création artistique" et contre le "danger qui pèse sur la liberté d'expression". De son côté, l'association catalaniste Omnium cultural (dont l'ancien président est Jordi Sànchez) lance une campagne de soutien à ceux qu'elle considère être des "prisonniers d'opinion" (Valtònyc inclus) avec le slogan Demà pots ser tu ("demain ce pourrait être toi"). Amnesty international estime que l'Espagne fait un "usage excessif" de l'accusation de terrorisme, en particulier dans les cas de Valtònyc et de Pablo Hasél.
En rapprochant les procédures contre Valtònyc, celles contre Pablo Hásel et contre le chanteur Evaristo Páramo (interpellé le 27 mai 2018), Mediapart publie : "Politique punitive en Espagne : les artistes dans l’œil du cyclone"
Dans ce contexte, le chanteur C.Tangana insulte publiquement le Roi déclarant : "Le roi c'est moi, le Roi est un abruti, la mère du Roi me bouffe les couilles [...] Qu'on me mette moi aussi en prison, je m'en irai en Belgique leur parler de là-bas".

### Fuite en Belgique
En mai 2018, Valtònyc lors d'un concert et devant l'imminence de son entrée en prison déclare : "Je sais que je suis un putain de lourdaud, qui ne plastronne que dans ses concerts. Mais bon, je mouille ma chemise. Et si je ne la ramène pas maintenant, après je serais là-bas, en train de ronger mon frein dans la salle de sport [de la prison] en train de me redire encore et encore : merde, mec, tu aurais dû dire ça : Tuez un putain de guardia civil [..] Posez une bombe au procureur, une bonne fois pour toutes",,. Une plainte est déposée de nouveau pour "apologie du terrorisme".
Le 23 mai 2018, devant donc exécuter sa peine de prison à partir du 25 mai, Valtònyc prend la fuite pour une destination inconnue, la Belgique est évoquée, estimant « légitime » de « désobéir à cet État fasciste ». En Belgique, se trouvent des membres de l'ex-gouvernement catalan destitué. Il demande à l'avocat Gonzalo Boye (qui défend deux ex-ministres, Toni Comín e Meritxell Serret, du gouvernement catalan destitué de Carles Puigdemont) d'assurer sa défense. Ce dernier annonce que Valtònyc présentera un recours contre sa condamnation devant la Cour européenne des Droits de l'Homme, la CEDH dans les 10 jours (déclaration faite le 25 mai 2018).
Le 24 mai 2018, l'Espagne émet un mandat d'arrêt contre lui. Le 4 juin son avocat déclare qu'il se met à la disposition de la justice belge. Le 5 juin Europa Press et El País annoncent que la Cour Européenne a rejeté la demande de suspension immédiate de la peine, sans préjuger du fond de l'affaire ; Valtònyc dément immédiatement cette information déclarant ne pas encore avoir déposé de demande et signalant sa solidarité avec les basques condamnés pour l'agression de gendarmes à Altasu,.

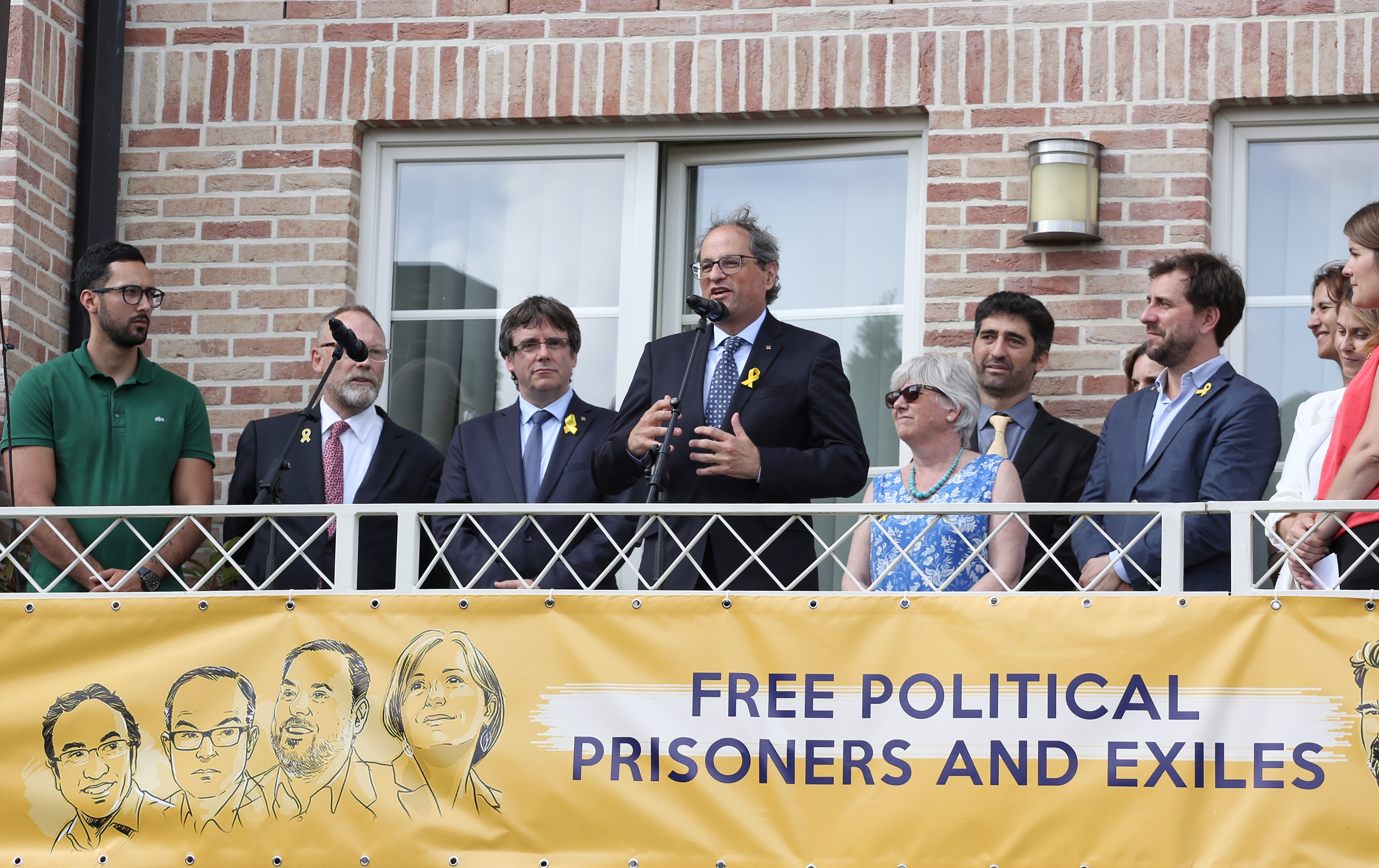
Valtònyc en compagnie du président catalan Quim Torra et de politiques catalans devant la Casa de la República a Waterloo, 28 juillet 2018.

Le 10 juin 2018, il dénonce la condamnation du rappeur Pablo Hasél .
Il paraît aux côtés de Carles Puigdemont, de sa résidence belge de Waterloo, la justice allemande ayant refusé son extradition, étant poursuivi en Espagne pour rébellion. Les deux exilés sont entourés de politiques catalans exilés, du président catalan et d'avocats lors de la réception d'accueil de l'ancien président destitué.
Le 21 août la justice belge rejette son extradition et reporte au 3 septembre la décision dans l'attente des éléments d'accusation demandés à la justice espagnole.
Le 8 novembre, par un réseau social, Valtònyc déclare qu'il réfute les accusations de lâche visant ceux qui critiquent l'Espagne depuis la Belgique car durant des années il a « emmerdé [cette] patrie de merde ».

## Jugements européen et belge
La Cour de Justice de l'Union européenne juge que le jugement espagnol l'a condamné de manière rétroactive.
Saisi en 2021, le tribunal constitutionnel belge déclare la loi belge sur l'outrage à la couronne incompatible avec la liberté d'expression. Le 28 décembre 2021 la justice belge confirme le refus d'extradition.

### Recours auprès de la Cour de justice de l'Union européenne et rétroactivité de la sentence espagnole
Avec l'appel déposé contre le refus d'extradition, le juge belge pose une question préjudicielle à la Cour de justice de l'Union européenne.
Le 19 novembre 2019, la CJUE juge rétroactive l'application de la loi ayant condamné Valtònyc. Le journal national El País  fait alors un parallèle avec le cas du député catalan Oriol Junqueras (condamné à treize années de prison pour la tenue du référendum unilatéral d'autodétermination, alors qu'il était couvert par l’immunité de parlementaire européen). Il titre "La justice espagnole échoue à nouveau en Europe après son revers du cas Junqueras".

### Recours auprès de la cour constitutionnelle de Belgique
À la suite du rejet de la demande d'extradition en première instance puis par la Cour de justice de l'Union européenne, le juge belge sollicite l'avis de la Cour constitutionnelle  de Belgique.
Celle-ci examine si une loi belge du XIXe siècle sanctionnant l'injure contre la monarchie est compatible avec le droit à la liberté d'expression. Le 28 octobre 2021 cette cour annule la loi de 1847 d'offense à la Couronne (très peu utilisée), la jugeant inconstitutionnelle comme enfreignant un droit fondamental garanti par la convention européenne des droits de l'homme, celui de la liberté d'expression.

## Discographie
- 2009 : Desde el papel (autoédité)
- 2010 : Misantropia (autoédité)
- 2011 : Jazz amb llàgrimes de rom (autoédité)
- 2012 : Cadenes (autoédité)
- 2012 : Rap rural (avec Swing)
- 2012 : Mallorca és ca nostra (autoédité)
- 2012 : Residus d'un poeta (autoédité)
- 2013 : Microglicerina (autoédité)
- 2013 : Aina i altres ansietats (autoédité)
- 2014 :  Eutanasia (autoédité)
- 2014 : Simbiòsi (autoédité)
- 2015 : La autodestrucción y sus ventajas (autoédité)
- 2016 : Neversleep
- 2018 : El Reincident
- 2018: Poemes per no tornar
- 2019: Moules&Frites
- 2019: Piet Hein
- 2020 EPD (En Pau Descansi)[72]